# Il giorno, la notte. Poi l'alba
Il giorno, la notte. Poi l'alba è un film italiano del 2007, diretto da Paolo Bianchini.

## Produzione
Alcune riprese del film furono girate a Tuscania un paese italiano in provincia di Viterbo.